# Dallas Mavericks
Dallas Mavericks este o echipǎ profesionistă de baschet din Dallas, Texas, SUA. A disputat Finala NBA din 2006 cu Miami Heat pe care au pierdut-o cu 2-4, iar apoi în 2011, cu aceeași echipă din Miami, de data asta câștigând cu 4-2.